# Михайлівка (Чимішлійський район)
Миха́йлівка (рум. Mihailovca) — село в Молдові в Чимішлійському районі. Утворює окрему комуну. Неподалік від села розташований пункт пропуску на кордоні з Україною Михайлівка—Карабуцени.

## Відомі люди
В поселенні народились:
- Константин Анточ (* 1949) — молдовський політик.
- Еміл Брумару — поет.